# Великие Зозулинцы
Великие Зозулинцы (укр. Великі Зозулинці) — село в Красиловском районе Хмельницкой области Украины.
Население по переписи 2001 года составляло 852 человека. Почтовый индекс — 31036. Телефонный код — 3855. Занимает площадь 4,421 км². Код КОАТУУ — 6822780801.

## Местный совет
31036, Хмельницкая обл., Красиловский р-н, с. Великие Зозулинцы, ул. Ленина